# Saint-Senoch

Saint-Senoch este o comună în departamentul Indre-et-Loire, Franța. În 1 ianuarie 2022 avea o populație de 520 de locuitori.